# 非洲聯盟夸梅·恩克魯瑪科學卓越獎
非洲聯盟夸梅·恩克魯瑪科學卓越獎（英語：African Union Kwame Nkrumah Award for Scientific Excellence）由非洲联盟於2008年设立，用以表彰、鼓勵傑出的非洲科學家、促進科學創新並鼓勵新生代的非洲科學家，是非洲科學界的最高獎項。該獎項以加纳首任總統、泛非主义者夸梅·恩克魯瑪命名。
夸梅·恩克魯瑪獎共分為生命與地球科學類、基礎科學、技術與創新類。候選人通常是根據其在推進科學知識、解決非洲挑戰以及對科學界的整體貢獻來評選。獲獎者多於非洲聯盟高峰會期間獲頒獎金與榮譽證書，以資表彰。
此獎旨在彰顯非洲科學家的才華與智慧貢獻，並透過鼓勵科學與技術進步，推動非洲大陸的整體發展。
獎項類別共分三級：洲級、區域級與國家級。洲級未有限制，區域級與國家級分別頒予女性科學家與年輕科學家。當中最高級別為洲級，獲頒者會給予10萬美元、獎牌與證書。

## 另見
- 一般科技獎項列表

## 外部連結
- 官方网站